# Amanda O
Amanda O è una telenovela argentina del 2008 con protagonisti da Natalia Oreiro e Luciano Castro. La serie è formata da 120 episodi di lunghezza inferiore ai 10 minuti ed è stata divulgata esclusivamente online.

## Trama
Narra la storia di una diva internazionale che, stressata dalla sua vita da star, vorrebbe non essere tanto famosa per ritrovare la pace. Il sogno si avvera: un giorno, dopo essere precipitata giù da una scalinata, Amanda perde la sua fama, anche se continua a pensare di essere una diva conosciuta. Al suo posto appare un'altra donna, che tutti credono essere la vera Amanda. Trovandosi sperduta, Amanda incontra Dante, un artista che la aiuta ospitandola a casa sua. Amanda passa dall'essere servita e riverita ad essere una donna di casa e questo la fa impazzire. Non accetta di non essere più la famosissima "Amanda O", quindi tenta in ogni modo di riconquistare la fama.

## Personaggi e interpreti
- Natalia Oreiro: Amanda
- Luciano Castro: Dante
- Valeria Lorca:  Amanda 2
- Julieta Zylberberg: Ines
- Francisco Napoli: Freddy
- Benjamín Amadeo: Demo
- Fabio Aste: Charly
- Esteban Coletti: Net